# Bykowizna
Bykowizna – wieś sołecka w Polsce położona w województwie mazowieckim, w powiecie mińskim, w gminie Dębe Wielkie.
| SIMC    | Nazwa     | Rodzaj              |
| ------- | --------- | ------------------- |
| 0669915 | Choszczak | część wsi (kolonia) |

W latach 1975–1998 miejscowość administracyjnie należała do województwa siedleckiego.
Wierni Kościoła rzymskokatolickiego należą do parafii bł. Honorata Koźmińskiego w Chrośli.

## Demografia
W 2011 roku wieś zamieszkiwało 205 osób. W 2020 ich liczba wyniosła 184, a wliczając Choszczak 196.